# 장금대
악사(樂師) 우륵(于勒)이 장금대(長琴垈)에서 신라인(新羅人) 세 제자에게 금가무(琴歌舞)를 전수 시킨 성지이다.

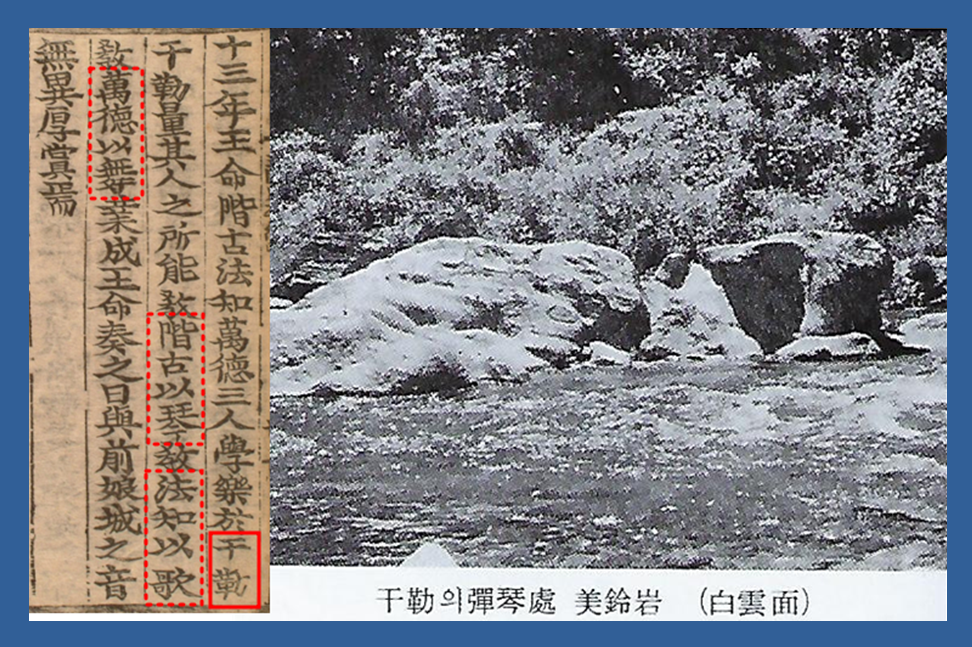
장금대 명암(鳴巖)의 별칭 미령암(美鈴巖)에서 청풍 성열현인 악성 우륵 552년 신라인 세제자 음악전수

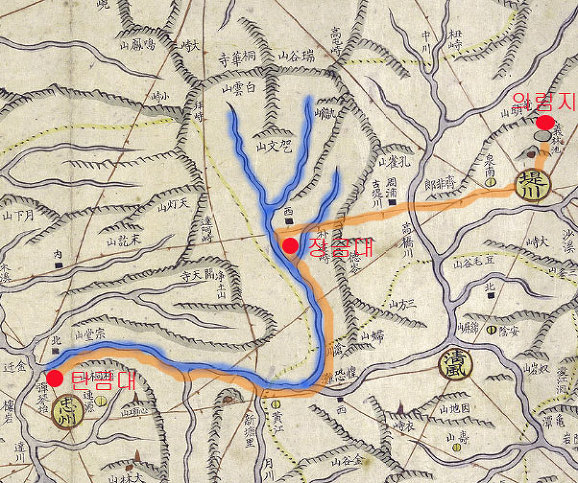
약성 우륵이 세제자 전수한 탄금대와 장금대의 위치도 (대동방여전도 규장각소장)

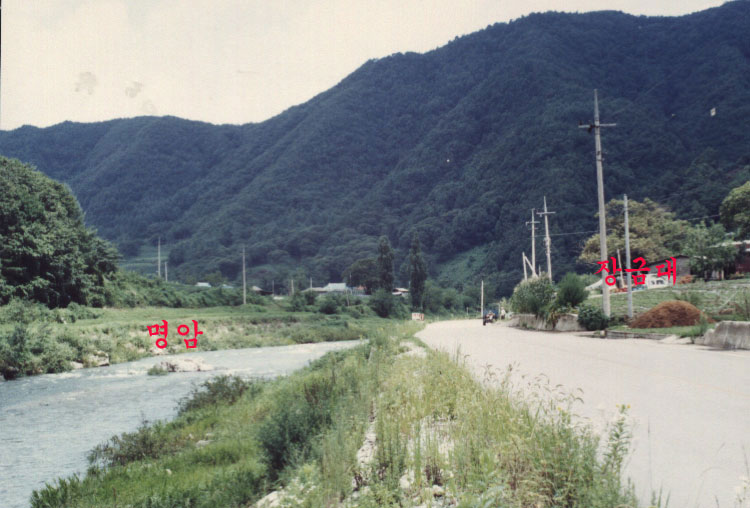
악성 우륵이 세제자 전수한 장금대와 명암

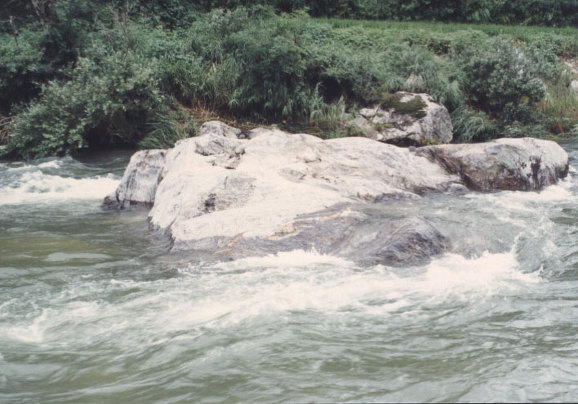
우륵이 떠난 후 가야금 소리가 울린 원서천 명암

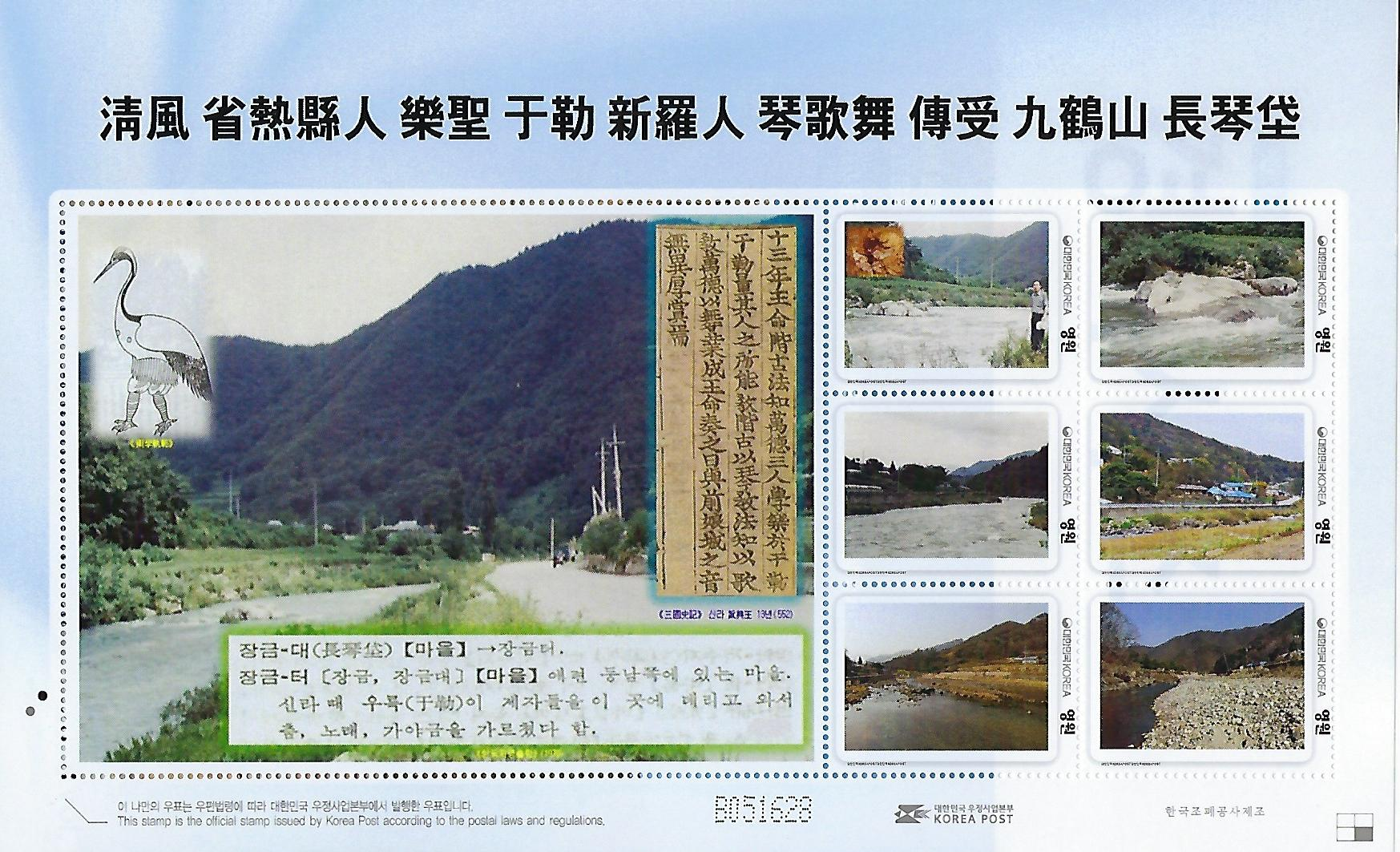
청풍 성열현인 악성 우륵이 구학산에서 발원한 원서천 장금대에서 신라인 금가무 전수 기념우표

## 위치
- 충북 제천시 백운면 애련리에 구학산과 백운산에서 발원한 원서천변에 장금대와 원서천에 명암(鳴巖)이 소재한다.

## 자료
- 신라 진흥왕 때 악성(樂聖) 우륵(于勒)이 이곳 장금대에서 왕명으로 계고(階古)에게는 가야금을, 법지(法知)에게는 노래를, 만덕(萬德)에게는 춤을 가르친 곳이라 한다.
- 장금터에 양금이 흐르는 냇가운데 명암(鳴巖)이 있어 날씨 화창하면 음악(音樂) 같은 소리를 내어 운다고 전한다.[1]
- 장금터는 일명 장금 또는 장금대라 한다. 충북-제원-백운-애련-애련 동남쪽에 있는 마을로 신라 때 우륵이 세 제자들을 데리고 이곳에 데리고 와서 춤, 노래, 가야금을 가르쳤다고 한다.[2]

## 명암(鳴巖)
- 장금대(長琴垈)의 명바위에서 가야금 소리가 울렸다고 구전하는 장금대에서 세 제자를 데리고 왔다는 사실도 선뜻 이해하기 어려우나 고대에 수로를 중심으로 이동했기 때문에 장금대는 뱃길이 열렸던 곳으로 판단한다. 즉, 구한말 소금배가 상류지역에 백운면 평동리까지 뱃길이 열렸었다.
- 명암(鳴岩)은 북쪽에서 남쪽방향으로 흐르는 원서천 중심에 위치한 명암(鳴岩)은 거북처럼 생겨 물살을 헤엄치는 모습을 연상한다. 대략 아래의 폭은 6~7m, 머리에서 아래까지 9m, 높이는 1.5~2m이며 해마다 하천이 높아지면서 규모가 작아진다고 한다.[3]

## 의의
- 악사 우륵은 진흥왕 13년(552)에 충주 국원(國原)의 강안(江岸)에 탄금대를 비롯하여 산자수려한 제천천의 지류 장금대에서도 신라인 세 제자에게 음악예술을 전수시켜 신라의 대악(大樂)으로 발전한 성지이다.[4]